# Offene Magnetresonanztomografie

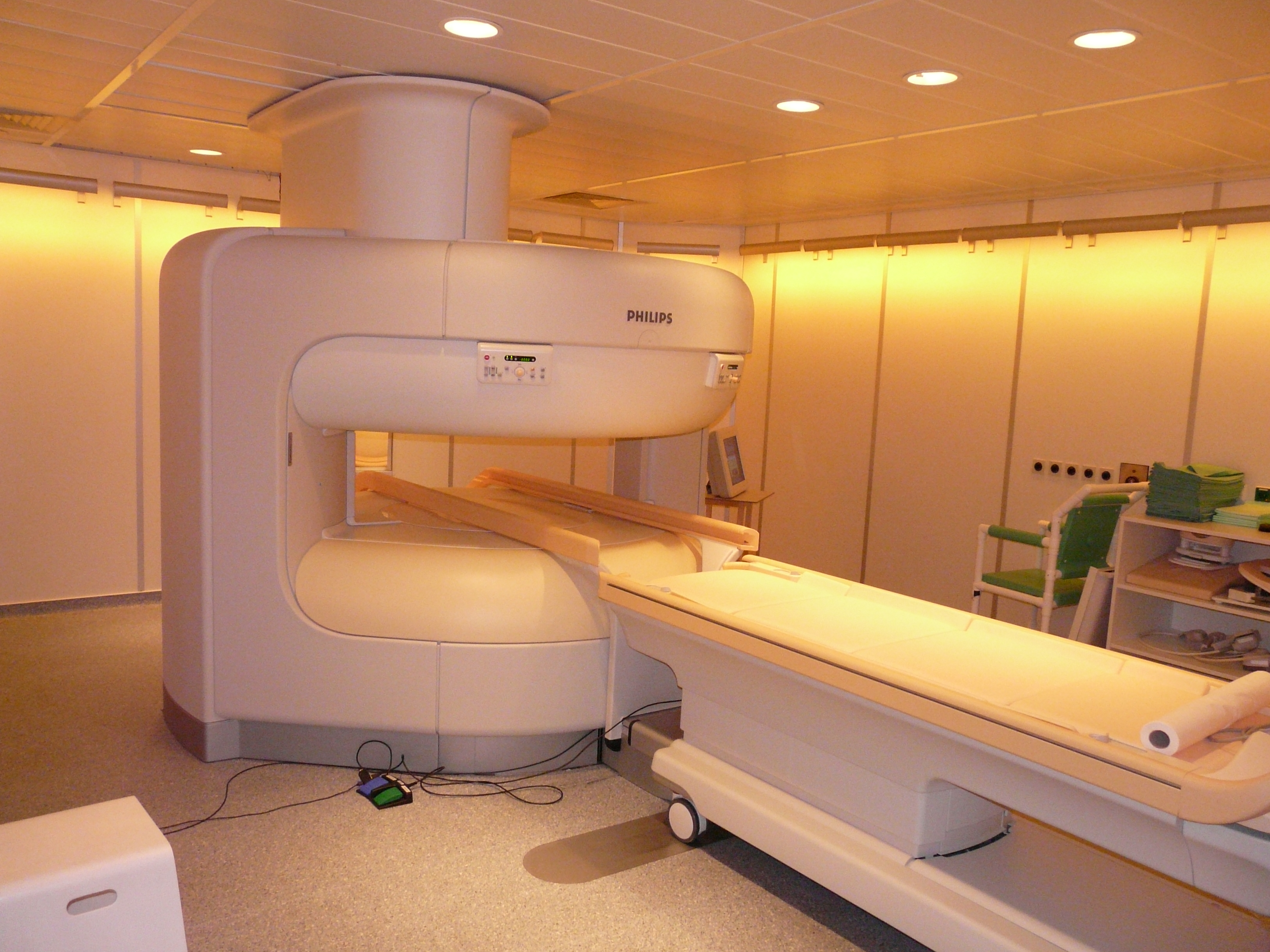
Offenes Hochfeld-MRT-System

Offene Magnetresonanztomographie (offene MRT) bezeichnet die Magnetresonanztomographie (MRT) mit Geräten in einer speziellen Bauform, bei der der Hauptmagnet nicht in Form einer langen geschlossenen Röhre („Tunnel“), sondern mit besseren Zugangsmöglichkeiten zum Patienten gebaut ist. Wichtige Anwendungsgebiete der offenen MRT sind die Untersuchung von Patienten mit Klaustrophobie und die Durchführung von chirurgischen Interventionen unter MRT-Kontrolle.

## Bauformen
Bei der Konstruktion offener MRT-Systeme sind besondere technisch-physikalische und bauliche Schwierigkeiten zu überwinden. Je nach Hersteller sind verschiedenartige Systeme entwickelt worden: Die früheren offenen Systemkonzepte arbeiteten zumeist auf der Basis von Permanentmagneten oder konventionellen (nicht supraleitenden) Elektromagneten mit relativ niedriger Magnetfeldstärke (bis ca. 0,6 Tesla).
Seit neuerer Zeit stehen sogenannte offene Hochfeld-MRT-Systeme mit supraleitenden Elektromagneten und Feldstärken bis zu ca. 1 Tesla (Stand 2010) zur Verfügung. Die Vorteile dieser Systeme sind nicht nur das verbesserte Raumangebot und die gute Zugänglichkeit zum Patienten, sondern auch die Bildqualität, die der von Standard-Tunnelsystemen nahekommt.
Offene MRT-Systeme werden heute meist in Form eines C-förmigen Magneten mit vertikalem Feldverlauf gebaut (vgl. Abbildung). Alternative Formen beispielsweise mit zwei hintereinanderliegenden ringförmigen Magneten und horizontalem Magnetfeldverlauf bei ausschließlich liegendem Patienten (double doughnut-System) haben sich bisher nicht durchsetzen können. Diese prinzipielle Anordnung findet jedoch Anwendung als Upright-MRT.
Das Upright-MRT arbeitet mit senkrecht stehenden Magnetspulen. Das entstehende Magnetfeld liegt waagerecht wie beim konventionellen Röhren-MRT, jedoch befindet sich der Patient hier in stehender oder sitzender Position in der Lücke zwischen den Spulen. Diese Bauform erlaubt dem Arzt, die Ursachen bestimmter Beschwerden unter realen Belastungsbedingungen zu ermitteln. So werden manche Verlagerungen oder Veränderungen der Wirbelsäule erst sichtbar, wenn diese ihrer natürlichen Gewichtsbelastung ausgesetzt ist, bzw. wenn der Patient eine spezifische Schmerzposition einnimmt. Ebenfalls möglich sind Bewegungsstudien mit mehreren Aufnahmen und unterschiedlichen Körperpositionen.
Die Upright-MRT-Methode hat sich zum Beispiel bei der Diagnose von Bandscheibenvorfällen, Spondylolisthesis (Wirbelgleiten) und belastungsabhängigen Rückenleiden bewährt. Sie eignet sich unter anderem zur Untersuchung von Beschwerden und Verletzungen an Schädel, Wirbelsäule, Kniegelenk, Hüftgelenk, Nerven, Becken und bei Arthrose.
Das Magnetfeld des Upright-MRT wird durch einen wassergekühlten Elektromagneten mit einer Feldstärke von 0,6 Tesla erzeugt. Ein 130 Tonnen schwerer Stahlkern verleiht diesem Magnetfeld eine hohe Homogenität.

## Intervention im offenen Magnetresonanztomographen

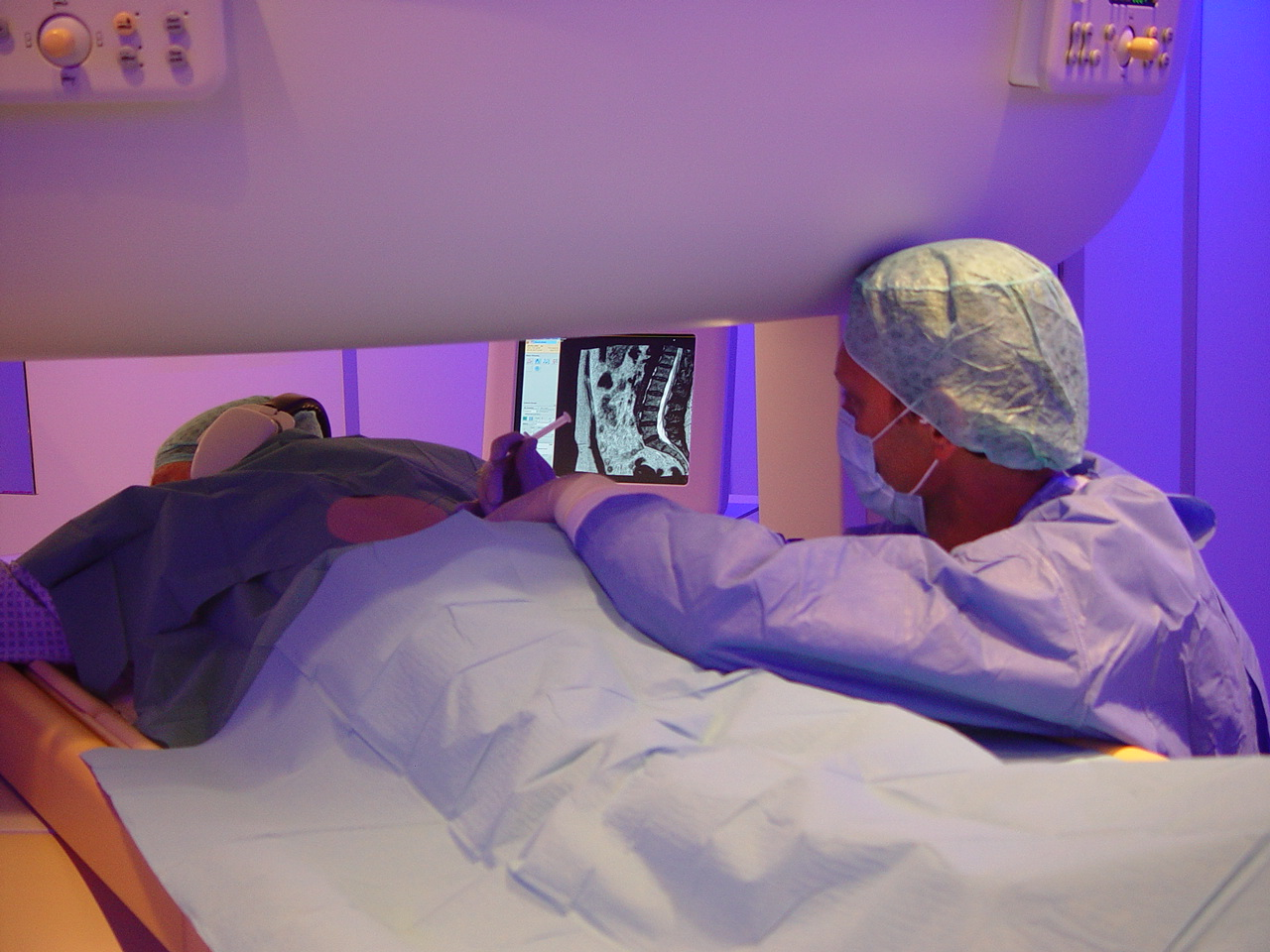
Eingriff am offenen Magnetresonanztomographen am Universitätsklinikum Magdeburg

Erfolgreiche Interventionen unter MRT-Kontrolle bedingen zwei Voraussetzungen. Zum einen muss dem Arzt entsprechender Zugang zum Patienten möglich sein, zum anderen ist die Qualität und Geschwindigkeit der Bildgebung für Interventionen und Funktionsuntersuchungen relevant. Wo für Funktionsuntersuchung im offenen Hochfeld-MRT hiermit bereits die Voraussetzungen geschaffen sind, sind für erfolgreiche Operationen im MRT noch weitere Herausforderungen zu bewältigen.
Da viele konventionelle Instrumente auf Grund ihrer magnetischen Eigenschaften im Magnetresonanztomographen nicht eingesetzt werden können, besteht die Notwendigkeit zur Verwendung speziell angefertigter MRT-kompatibler chirurgischer Instrumente. An der Charité wird seit Januar 2007 im Rahmen eines von der TSB und der Europäischen Union (EFRE) geförderten Forschungsprojekts an der Entwicklung komplexer chirurgischer Instrumente und deren Anwendung in der offenen MRT gearbeitet. Insbesondere werden dabei minimal-invasive Eingriffe adressiert, die bisher unter Röntgen-CT-Kontrolle vorgenommen wurden.
Mit der Möglichkeit der freien Bildebenenwahl, der offenen Bauweise und der Untersuchungsdurchführung mit schnellen Bildsequenzen bietet sich die Möglichkeit, im Anschluss an Operationen unter MRT-Kontrolle das Operationsergebnis direkt zu beurteilen und gegebenenfalls sofort Korrekturen vorzunehmen.
Am Universitätsklinikum Magdeburg werden seit Oktober 2007 routinemäßig Eingriffe, wie beispielsweise Biopsieentnahmen, periradikuläre Therapien oder die Katheteranlage für Brachytherapie am offenen Magnetresonanztomographen durchgeführt.